# Saint-Hyacinthe Laser
Saint-Hyacinthe Laser byl kanadský juniorský klub ledního hokeje, který sídlil v Saint-Hyacinthe v provincii Québec. V letech 1989–1996 působil v juniorské soutěži Quebec Major Junior Hockey League. Založen byl v roce 1989 po přestěhování týmu Verdun Junior Canadiens do Saint-Hyacinthe. Zanikl v roce 1996 přestěhováním do Rouyn-Norandy, kde byl vytvořen tým Rouyn-Noranda Huskies. Své domácí zápasy odehrával v hale Stade L.P. Gaucher s kapacitou 2 048 diváků.
Nejznámější hráči, kteří prošli týmem, byli např.: Frédéric Cassivi, Martin Brodeur nebo Patrick Poulin.

## Přehled ligové účasti
Zdroj: 
- 1989–1990: Quebec Major Junior Hockey League
- 1990–1996: Quebec Major Junior Hockey League (Lebelova divize)